# Karl-Otto Saur
Karl-Otto Saur (n. 16 februarie 1902, Düsseldorf, Germania – d. 28 iulie 1966, Pullach im Isartal, Bavaria, Germania) a fost secretar de stat în Ministerul Armamentului și Producției de război al Germaniei Naziste și de jure ultimul ministru al apărării al celui de-al Treilea Reich. 

## Biografie
Saur a fost inginer de profesie. După absolvirea studiilor universitare, el s-a alăturat Thyssen AG, unde a devenit director al August Thyssen-Hütte. A fost membru al NSDAP din 1931. S-a alăturat Breslei Național-Socialiste a Inginerilor Germani și Organizației Todt în care a avansat în funcție și a devenit mâna dreaptă a lui Fritz Todt. 
După moartea lui Todt într-un accident de avion din 1942, Saur a devenit oficial adjunctul noului ministru al armamentului, Albert Speer. Saur a fost considerat deosebit de rigid în punerea în aplicare a obiectivelor militare, a fost implicat în toate aspectele legate de creșterea producției, inclusiv în ordinele ce reglementau fluxul de forță de muncă forțată spre sfârșitul celui de al Doilea Război Mondial. Începând din martie 1944, el a condus zilnic operațiunile Jägerstab, un grup de lucru înființat de către Speer pentru coordonarea creșterii producției de avioane de luptă.
În testamentul său politic, Adolf Hitler l-a numit pe Karl-Otto Saur ca nou ministru al apărării (ministru al munițiilor (Rüstung)).:648 Din mai 1945 Saur s-a aflat în custodia forțelor de ocupație americane. În 1948 a devenit martor al acuzării în procesele Krupp de la Nürnberg - americanii i-au oferit imunitate față de urmărirea penală pentru crime de război dacă aducea dovezi care să arate vina colectivă a industriei germane în efortul de război. Din acest motiv el a fost privit ca un trădător de către industriașii germani și a fost izolat social. În timpul denazificării a fost clasificat ca „tovarăș de drum” și a fost eliberat la scurt timp după aceea.
Saur a fondat o companie de consultanță tehnică în 1949 și a fondat, de asemenea, o mică editură. Compania rezultată Saur Verlag a devenit profitabilă din punct de vedere economic abia la începutul anilor 1960 sub conducerea fiul ui fondatorului, Klaus Gerhard Saur.